# Delomerista laevis
Delomerista laevis là một loài tò vò trong họ Ichneumonidae.